# فیلم‌شناسی هاوارد هاکس
هاوارد هاکس (۱۹۷۷–۱۸۹۶) فیلم‌سازی امریکایی بود که از ۱۹۲۶ تا ۱۹۷۰ چهل‌وشش فیلم ساخت (دو تایش بدون نام خودش). او سازندهٔ فیلم‌های ماندگاری از گونهٔ نوآر و اسکروبال و جنایی تا علمی-تخیّلی و وسترن بوده است.
| سال  | نام                                       | استودیو                                  | گونه                   | بازیگران                                                                           | توضیحات                                                         | نقش‌های دیگر                                      |
| ---- | ----------------------------------------- | ---------------------------------------- | ---------------------- | ---------------------------------------------------------------------------------- | --------------------------------------------------------------- | ------------------------------------------------ |
| صامت |                                           |                                          |                        |                                                                                    |                                                                 |                                                  |
| ۱۹۲۶ | The Road to Glory                         | فاکس                                     | درام                   | می مک‌آووی                                                                          | فیلم گمشده                                                      | نویسنده                                          |
| ۱۹۲۶ | Fig Leaves                                | فاکس                                     | کمدی                   | جورج اوبرایان، آلیو بردن                                                           | Colour scenes included                                          | نویسنده                                          |
| ۱۹۲۷ | The Cradle Snatchers                      | فاکس                                     | کمدی                   | لوئیز فازندا، دایان الیس                                                           |                                                                 |                                                  |
| ۱۹۲۷ | Paid to Love                              | فاکس                                     | کمدی                   | جورج اوبرایان                                                                      |                                                                 |                                                  |
| ۱۹۲۸ | A Girl in Every Port                      | فاکس                                     | کمدی                   | ویکتور مک‌لاگلن, رابرت آرمسترانگ                                                    |                                                                 | نویسنده                                          |
| ۱۹۲۸ | Fazil                                     | فاکس                                     | عشقی                   | چارلز فارل، گرتا نیسن                                                              |                                                                 |                                                  |
| ۱۹۲۹ | Trent's Last Case                         | فاکس                                     | کارآگاه                | ریموند گریفیث                                                                      |                                                                 |                                                  |
| ناطق |                                           |                                          |                        |                                                                                    |                                                                 |                                                  |
| ۱۹۲۸ | سیرک هوایی                                | فاکس                                     | درام                   | آرتور لیک، سو کارول                                                                | تدوین با لوئیس سایلر / فیلم گمشده                               |                                                  |
| ۱۹۳۰ | The Dawn Patrol                           | فرست نشنال / ویتافون                     | جنگی                   | ریچارد بارتلمس، داگلاس فیربنکس جونیور                                              |                                                                 | نویسنده                                          |
| ۱۹۳۱ | The Criminal Code                         | کلمبیا                                   | جنایی                  | والتر هیوستون, فیلیپس هولمز                                                        |                                                                 | تهیه‌کننده                                        |
| ۱۹۳۲ | صورت‌زخمی                                  | Caddo Company                            | جنایی                  | پل مونی                                                                            |                                                                 | تهیه‌کننده و نویسنده                              |
| ۱۹۳۲ | The Crowd Roars                           | برادران وارنر                            | درام                   | جیمز کاگنی                                                                         |                                                                 | نویسنده                                          |
| ۱۹۳۲ | La Foule Hurle                            | برادران وارنر                            | درام                   | ژان گابن                                                                           | Co-directed with John Daumery French version of The Crowd Roars |                                                  |
| ۱۹۳۲ | کوسه ببری                                 | فرست نشنال                               | عشقی                   | ادوارد جی. رابینسون                                                                |                                                                 | نویسنده                                          |
| ۱۹۳۳ | ما امروز زندگی می‌کنیم                     | MGM                                      | عشقی                   | گری کوپر, جوآن کراوفورد                                                            | تدوین با ریچارد راسن                                            |                                                  |
| ۱۹۳۳ | The Prizefighter and the Lady             | MGM                                      | عشقی                   | مکس بر، میرنا لوی                                                                  | تدوین با دبلیو. اس. ون دایک                                     |                                                  |
| ۱۹۳۴ | زنده‌باد ویا!                              | MGM                                      | وسترن                  | والاس بیری                                                                         | در زمان فیلمبرداری کناره گرفت                                   | نویسنده                                          |
| ۱۹۳۴ | قرن بیستم                                 | کلمبیا                                   | کمدی                   | جان باریمور، کارول لمبارد                                                          |                                                                 | تهیه‌کننده                                        |
| ۱۹۳۵ | Barbary Coast                             | ساموئل گلدوین پروداکشنز                  | درام                   | ادوارد جی. رابینسون، میریام هاپکینز                                                |                                                                 |                                                  |
| ۱۹۳۶ | Ceiling Zero                              | برادران وارنر Cosmopolitan Pictures      | درام                   | جیمز کاگنی                                                                         |                                                                 |                                                  |
| ۱۹۳۶ | The Road to Glory                         | فاکس                                     | جنگی                   | فردریک مارچ، وارنر بکستر، لیونل باریمور                                            |                                                                 | نویسنده                                          |
| ۱۹۳۶ | بیا و بگیرش                               | Howard Prod. ساموئل گلدوین پروداکشنز     | درام                   | جوئل مک‌کری, ادوارد آرنولد, فرانسیس فارمر, والتر برنان                              |                                                                 |                                                  |
| ۱۹۳۸ | بزرگ کردن بیبی                            | RKO                                      | کمدی                   | کری گرانت, کاترین هپبورن                                                           |                                                                 | تهیه‌کننده                                        |
| ۱۹۳۹ | فقط فرشتگان بال دارند                     | کلمبیا                                   | درام                   | کری گرانت، جین آرتور، ریتا هیورث                                                   |                                                                 | تهیه‌کننده                                        |
| ۱۹۴۰ | منشی همه‌کاره او                           | کلمبیا                                   | کمدی                   | کری گرانت, روزالیند راسل, رالف بلامی                                               |                                                                 | تهیه‌کننده                                        |
| ۱۹۴۱ | گروهبان یورک                              | برادران وارنر                            | جنگی                   | گری کوپر, والتر برنان                                                              |                                                                 | تهیه‌کننده                                        |
| ۱۹۴۱ | آتیش‌پاره                                  | ساموئل گلدوین پروداکشنز                  | کمدی                   | گری کوپر، باربارا استانویک                                                         |                                                                 |                                                  |
| ۱۹۴۳ | نیروی هوایی                               | برادران وارنر                            | جنگی                   | جان گارفیلد، گیگ یانگ، آرتور کندی                                                  |                                                                 | تهیه‌کننده                                        |
| ۱۹۴۳ | یاغی                                      | هوارد هیوز                               | وسترن                  | والتر هیوستون، Jack Buetel، توماس میچل، جین راسل                                   | Resigned after 2 weeks                                          | نویسنده                                          |
| ۱۹۴۳ | Corvette K-225                            | یونیورسال استودیوز                       | جنگی                   | راندولف اسکات، الا رینز، بری فیتزجرالد، اندی دیواین، Fuzzy Knight، نوا بری، جونیور | credited to Richard Rosson                                      | تهیه‌کننده                                        |
| ۱۹۴۴ | داشتن و نداشتن                            | برادران وارنر                            | درام                   | هامفری بوگارت، والتر برنان، لورن باکال                                             |                                                                 | تهیه‌کننده                                        |
| ۱۹۴۶ | خواب ابدی                                 | برادران وارنر                            | جنایی                  | هامفری بوگارت، لورن باکال                                                          |                                                                 | تهیه‌کننده                                        |
| ۱۹۴۸ | رودخانه سرخ                               | چارلز کی فلدمن                           | وسترن                  | جان وین, مونتگومری کلیفت، والتر برنان                                              | 2nd unit director Arthur Rosson                                 | Producer & Presenter                             |
| ۱۹۴۸ | صدایی متولد می‌شود                         | ساموئل گلدوین پروداکشنز                  | موزیکال                | دنی کی                                                                             | First تکنی‌کالر film                                             |                                                  |
| ۱۹۴۹ | من یک عروس مذکر زمان جنگ بودم             | فاکس                                     | کمدی                   | کری گرانت, ان شرایدن                                                               |                                                                 |                                                  |
| ۱۹۵۱ | چیزی از دنیای دیگر                        | Winchester Pictures                      | علمی-تخیّلی             | کنت توبی، Robert Cornthwaite، دیوی مارتین                                          | credited to کریستین نایبی                                       | نویسنده و تهیه‌کننده                              |
| ۱۹۵۲ | آسمان بزرگ                                | Winchester Pictures                      | وسترن                  | کرک داگلاس، دیوی مارتین                                                            |                                                                 | تهیه‌کننده                                        |
| ۱۹۵۲ | خانه پر او. هنری                          | فاکس                                     | کمدی، درام             | دیوید وین, اسکار لونت                                                              | Directed the "Ransom of Red Chief" segment                      |                                                  |
| ۱۹۵۲ | میمون‌بازی                                 | فاکس                                     | کمدی                   | کری گرانت، جینجر راجرز، مریلین مونرو                                               |                                                                 |                                                  |
| ۱۹۵۳ | آقایان موطلایی‌ها را ترجیح می‌دهند          | فاکس                                     | موزیکال                | مریلین مونرو، جین راسل                                                             | تکنی‌کالر                                                        |                                                  |
| ۱۹۵۵ | Land of the Pharaohs                      | برادران وارنر Continental Pictures       | درام                   | جک هاوکینز، جوآن کالینز، دیوی مارتین                                               | تکنی‌کالر                                                        | تهیه‌کننده                                        |
| ۱۹۵۹ | ریو براوو                                 | Armada Productions                       | وسترن                  | جان وین، دین مارتین، انجی دیکینسون، والتر برنان، ریکی نلسون                        | تکنی‌کالر                                                        | تهیه‌کننده                                        |
| ۱۹۶۲ | هاتاری!                                   | Malabar                                  | ماجراجویی              | جان وین                                                                            | تکنی‌کالر                                                        | Producer & Presenter                             |
| ۱۹۶۴ | ورزش دلپذیر مردان؟                        | Universal Gibraltar Prod. / Laurel Prod. | کمدی                   | راک هادسن، پائولا پرنتیس، شارلین هالت                                              | تکنی‌کالر                                                        | تهیه‌کننده                                        |
| ۱۹۶۵ | خط قرمز ۷۰۰۰                              | Paramount / Laurel Prod.                 | درام                   | جیمز کان, شارلین هالت                                                              | تکنی‌کالر                                                        | تهیه‌کننده و نویسنده                              |
| ۱۹۶۶ | ال دورادو                                 | Paramount / Laurel Prod.                 | وسترن                  | جان وین, رابرت میچام, جیمز کان, شارلین هالت                                        | Remake of Rio Bravo / تکنی‌کالر film                             | Producer & Presenter                             |
| ۱۹۶۷ | سینما                                     | N/A                                      | مستند، سریال تلویزیونی | N/A                                                                                | Episode: Howard Hawks                                           | appears as Himself                               |
| ۱۹۷۰ | ریو لوبو                                  | Batjac, Malabar Cinema Center Films      | وسترن                  | جان وین                                                                            | Similar idea of ریو براوو / تکنی‌کالر                            | تهیه‌کننده / واپسین فیلمی که هاکس کارگردانی کرد   |
| ۱۹۷۰ | Plimpton! Shoot-Out at Rio Lobo           | N/A                                      | وسترن، مستند           | N/A                                                                                | مستند                                                           | Making of the movie Rio Lobo, appears as Himself |
| ۱۹۷۲ | The Men Who Made the Movies: Howard Hawks | N/A                                      | وسترن، مستند           | N/A                                                                                | TV movie Documentary                                            | appears as Himself                               |
| ۱۹۷۷ | بزرگان هالیوود                            | N/A                                      | مستند، سریال تلویزیونی | N/A                                                                                | Episode: Humphrey Bogart                                        | appears as Himself                               |